# Question des sucres
La question des sucres est un débat économique et politique qui, en France au cours du XIXe siècle, porte sur la stratégie agricole et industrielle à adopter quant à la production et au commerce du sucre, la principale interrogation concernant le produit à privilégier, celui fabriqué à partir de cannes dans l'Empire colonial français, appelé « sucre exotique », ou au contraire celui conçu avec des betteraves sur le sol métropolitain, dit « sucre indigène ».